# Mary Floran
Pour les articles homonymes, voir Leclercq.
Marie Louise Mélite Augustine Guichard dite Mary Floran, née le 17 décembre 1856 à Abbeville et morte le 2 septembre 1934 dans le château de Beauvoir à Wavans-sur-l'Authie, est une écrivaine de langue française et auteure de romans sentimentaux et patriotiques. Elle épouse Florent Leclercq (1857-1937) le 10 avril 1883 à Wavans-sur-l'Authié 
.

## Biographie
Mary Floran est fille de magistrat. Elle rédige des articles dans des revues comme La Mode illustrée, La Famille ou Le Noël. Elle publie plus de quarante romans sentimentaux entre 1889 et 1930 sous un pseudonyme dérivé du prénom de son époux, dont plusieurs furent récompensés par des prix de l'Académie française.